# Patrick Braoudé

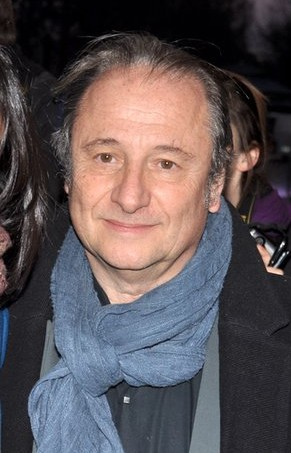
Patrick Braoudé (2011)

Patrick Braoudé (* 25. September 1954 in Paris) ist ein französischer Schauspieler, Regisseur, Drehbuchautor und Filmproduzent.

## Leben
Patrick Braoudé arbeitete zuerst als Tierarzt.
Er debütierte am Theater und spielte in den ersten Jahren kleinere Nebenrollen in verschiedenen Spielfilmen und Rollen in Kurzfilmen. Gleichzeitig schrieb er einige Drehbücher. Nach und nach bekam er dann größere Rollen und Hauptrollen in Filmen anderer Regisseure. Seinen ersten eigenen Film realisierte er 1990 mit Hilfe seiner Frau, Guila Braoudé, welche sich 1999 mit Je veux tout, in dem er den Laurent spielt, zur Regisseurin entwickelte. Seinen Film Neuf mois wurde schon nach einem Jahr in den USA unter dem Titel Nine Months mit Hugh Grant in der Hauptrolle neuverfilmt, was wohl sein bisher größter Erfolg als Drehbuchautor ist.

## Film

### Regisseur
- 1990: Super! Meine Eltern lassen sich scheiden! (Génial, mes parents divorcent!)
- 1993: Neun Monate (Neuf mois)
- 1996: Amour et Confusions
- 2000: Zurück in die Vergangenheit (Deuxième vie)
- 2004: Isnogud – Der bitterböse Großwesir (Iznogoud)

### Schauspieler
- 1982: Toro Moreno, Regie: Gérard Krawczyk (Kurzfilm)
- 1983: Ballade sanglante, Regie: Sylvain Madigan (Kurzfilm)
- 1984: French Lover (Until September), Regie: Richard Marquand
- 1984: Femmes de personne, Regie: Christopher Frank
- 1985: Höllenzug (Train d’enfer), Regie: Roger Hanin
- 1985: Pas de vieux os, Regie: Gérard Mordillat (Fernsehfilm)
- 1985: D’amour et d’eau chaude, Regie: Jean-Luc Trotignon (Fernsehfilm)
- 1986: Ich hasse Schauspieler! (Je hais les acteurs), Regie: Gérard Krawczyk
- 1987: Sale destin, Regie: Sylvain Madigan
- 1987: L’Œil au beur(re) noir, Regie: Serge Meynard
- 1987: L’Été en pente douce, Regie: Gérard Krawczyk
- 1988: La Chaîne, Regie: Claude Faraldo
- 1989: Ein Vater kommt selten allein (Un père et passe), Regie: Sébastien Grall
- 1990: Super! Meine Eltern lassen sich scheiden! (Génial, mes parents divorcent!)
- 1990: Deux flics à Belleville, Regie: Sylvain Madigan (Fernsehfilm)
- 1991: Strangers dans la nuit, Regie Sylvain Madigan (Fernsehfilm)
- 1992: Pour trois jours de bonheur, Regie: Jacques Otmezguine (Fernsehfilm)
- 1993: Neun Monate (Neuf mois), auch Regie
- 1994: Grossesse nerveuse, Regie: Denis Rabaglia (Fernsehfilm)
- 1995: Sag Ja! (Dis-moi oui), Regie: Alexandre Arcady
- 1996: XY, Regie: Jean-Paul Lilienfeld
- 1996: Amour et Confusions, auch Regie
- 1997: Que la lumière soit!, Regie: Arthur Joffé
- 1999: Quasimodo d’El Paris, Regie: Patrick Timsit
- 1999: Je veux tout, Regie: Guila Braoudé
- 2000: Zurück in die Vergangenheit (Deuxième vie)
- 2001: And Now … Ladies & Gentlemen, Regie: Claude Lelouch
- 2003: Les clefs de bagnole, Regie: Laurent Baffie
- 2003: Tout pout l'oseille, Regie: Bertrand van Effenterre
- 2004: Isnogud – Der bitterböse Großwesir (Iznogoud)
- 2006: Mes copines, Regie: Sylvie Ayme
- 2012: Camping Paradis (1 Episode)
- 2013: Un Homme d’Etat, Regie: Pierre Courrège
- 2013: La dernière campagne, Regie: Bernard Stora (Fernsehfilm)

### Drehbuchautor
- 1986: Black Mic Mac
- 1987: L’Œil au beur(re) noir
- 1987: Un père et passe
- 1990: Génial, mes parents divorcent!
- 1991: Mohamed Bertrand-Duval
- 1993: Neun Monate (Neuf mois)
- 1995: Nine Months
- 1996: Amour et Confusions
- 2000: Deuxième vie
- 2004: Isnogud – Der bitterböse Großwesir (Iznogoud)
- 2005: Mes Copines

## Theater
- 2009: Les Insatiables von Hanokh Levin, Regie: Guila Braoudé, Studio des Champs-Elysées